# Paro de febrero de 2022
El paro de febrero de 2022 es un paro patronal indefinido iniciado en Chile por agrupaciones de camioneros desde el 11 de febrero de 2022, el cual tuvo como factor gatillante el asesinato de un joven camionero en cercanías a la ciudad de Antofagasta, en un incidente donde fueron detenidos tres ciudadanos de nacionalidad venezolana que se encontraban en situación de inmigración irregular. Esto a su vez se enmarca dentro de la crisis migratoria en el Norte de Chile en un escenario de transición política presidencial, durante el último mes de mandato del segundo gobierno de Sebastián Piñera, para dar paso al gobierno de Gabriel Boric.

## Desarrollo
Las movilizaciones masivas comenzaron a partir del 11 de febrero de 2022, a tan solo un mes de realizarse el cambio de mando presidencial chileno, cuando se dio a conocer el asesinato de Byron Castillo Herrera, cuyo cuerpo fue encontrado bajo un paso sobre nivel que une la Ruta 1 con la Ruta B-400, en el camino que une las comunas de Antofagasta con Mejillones, tras un confuso incidente que terminó con cuatro detenidos de nacionalidad extranjera como sospechosos del homicidio. Dentro de las manifestaciones, contó con el bloqueo de rutas en distintas ciudades de la zona Norte de Chile hasta Valparaíso.
Dentro de los petitorios de los camioneros, se contempla que se les garanticen condiciones mínimas de seguridad para poder desempeñar sus labores en las rutas chilenas, evitando así ser víctimas de ataques y delitos, así como también un cambio en la regulación de la ley migratoria chilena, especialmente en lo que respecta el control fronterizo a fin de evitar el ingreso de personas indocumentadas con antecedentes penales y que contribuyan con el narcotráfico, el contrabando, la trata de personas y otros delitos.
El 12 de febrero, el Ministro del Interior y Seguridad Pública chileno, Rodrigo Delgado, viajó de emergencia hasta la capital de la Región de Antofagasta para reunirse con las autoridades locales en conjunto a los dirigentes de los transportistas de la zona. Asimismo, sostuvo una reunión en privado con Milenka Herrera, la madre del camionero fallecido. Como resultado de cinco horas de reuniones con los 17 gremios del rubro del transporte, el ministro anunció el decreto de estado de excepción por parte del Gobierno de Chile para las zonas fronterizas de las provincias de Arica, Parinacota, Tamarugal y El Loa.